# Antoine-Vincent Arnault
Pour les articles homonymes, voir Arnault.
Antoine Vincent Arnault (né le 1er janvier 1766 à Paris et mort le 16 septembre 1834 à Bréauté) est un homme politique, poète et auteur dramatique français, deux fois élu à l'Académie française.

## Sa vie et son œuvre
Ayant entrepris des études de droit, il se passionne pour la poésie. Il compose des héroïdes, des élégies et des romances qui font parler de lui. Il devient secrétaire du cabinet de Madame en 1786. Puis il entame une carrière dramatique avec deux succès, Marius à Minturnes en 1791 et Lucrèce en 1792. Émigré en Angleterre pendant la Terreur, il revient en France en 1793. Il est alors arrêté, puis rapidement libéré.

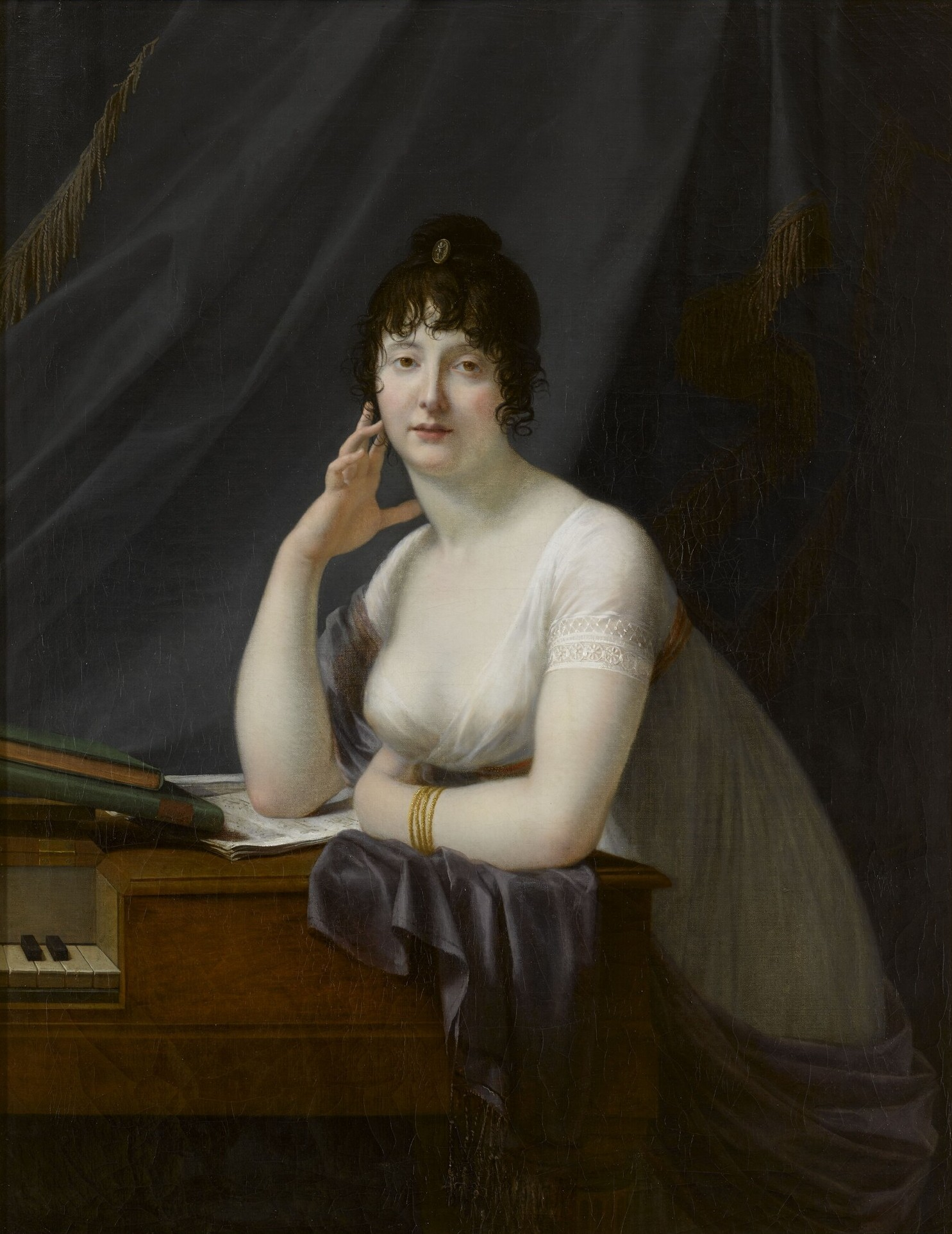
Sophie Guesnon de Bonneuil, épouse d'Arnault, portraiturée par Eugénie Servières, vers 1806

Il épouse en 1801 Jeanne-Catherine (dite Sophie) Guesnon de Bonneuil, fille de Jean-Cyrille Guesnon de Bonneuil et de Michelle Sentuary, devenant le beau-frère de Michel Regnaud de Saint-Jean d'Angély et le cousin par alliance du baron Jean de Batz. Il est le père de Lucien Arnault (1787-1863), dramaturgue et préfet.
Dès avant le Consulat, Arnault se lie d'amitié avec Napoléon, qui le charge en 1797 de l'organisation administrative des îles Ioniennes, occupées par la France. Il accompagne Napoléon dans l'expédition d'Égypte, mais doit interrompre son voyage à Malte. En 1799, Napoléon le fait nommer membre de l'Institut et lui procure un poste au ministère de l'Intérieur, où il est chef de la 4e division : Instruction publique, beaux-arts et sciences. Il est élu au seizième fauteuil de l'Académie française en 1803.
Ayant été ministre de l'Instruction publique par intérim pendant les Cent-Jours, il est condamné à l'exil lors de la Seconde Restauration et radié de l'Académie par l'ordonnance du 21 mars 1816. Il revient en France en 1819 et, en 1829, il entre de nouveau à l'Académie française, dont il deviendra le secrétaire perpétuel en 1833. De 1831 à 1834 il est professeur de littérature et de composition française à l'École polytechnique.
Il avait été fait chevalier de l'Empire le 19 mai 1809.
Parmi ses tragédies, la plus appréciée de ses contemporains est Blanche et Montcassin, ou Les Vénitiens, représentée pour la première fois en 1798. Talma, lui aussi ami de Napoléon, tient le premier rôle dans la plupart de ses pièces. En 1817, son Germanicus provoque de violents affrontements entre royalistes et bonapartistes. Villemain a dit de son théâtre : « Auteur tragique de l'école de Ducis, Arnault a dans ses ouvrages mêlé aux anciennes formes un nouveau degré de terreur et quelquefois de simplicité ». Arnault s'est fait apprécier aussi pour ses Fables, dont le ton est fréquemment satirique, ce qui fera dire à Scribe, son successeur à l'Académie : « C'est Juvénal qui s'est fait fabuliste... On a reproché à Florian d'avoir dans ses bergeries mis trop de moutons ; peut-être dans les fables de M. Arnault y a-t-il trop de loups ». Arnault a été par ailleurs l'auteur d'une Vie politique et militaire de Napoléon et de chants et de cantates à la gloire de l'Empereur. Ses Souvenirs d'un sexagénaire, parus en 1833, ont été prisés par Sainte-Beuve.

## Un poème d'Arnault
La feuille au vent

De ta tige détachée,

Pauvre feuille desséchée,

Où vas-tu ? - Je n'en sais rien.

L'orage a brisé le chêne

Qui seul était mon soutien.

De son inconstante haleine

Le zéphyr ou l'aquilon

Depuis ce jour me promène

De la forêt à la plaine,

De la montagne au vallon.

Je vais où le vent me mène,

Sans me plaindre ou m'effrayer :

Je vais où va toute chose,

Où va la feuille de rose

Et la feuille de laurier
— Antoine-Vincent Arnault, Poèmes, (1802)
Ce poème a été librement traduit en italien par Giacomo Leopardi et publié sous le titre « Imitazione » dans les Canti, dont il constitue le trente-cinquième poème.

## Œuvres

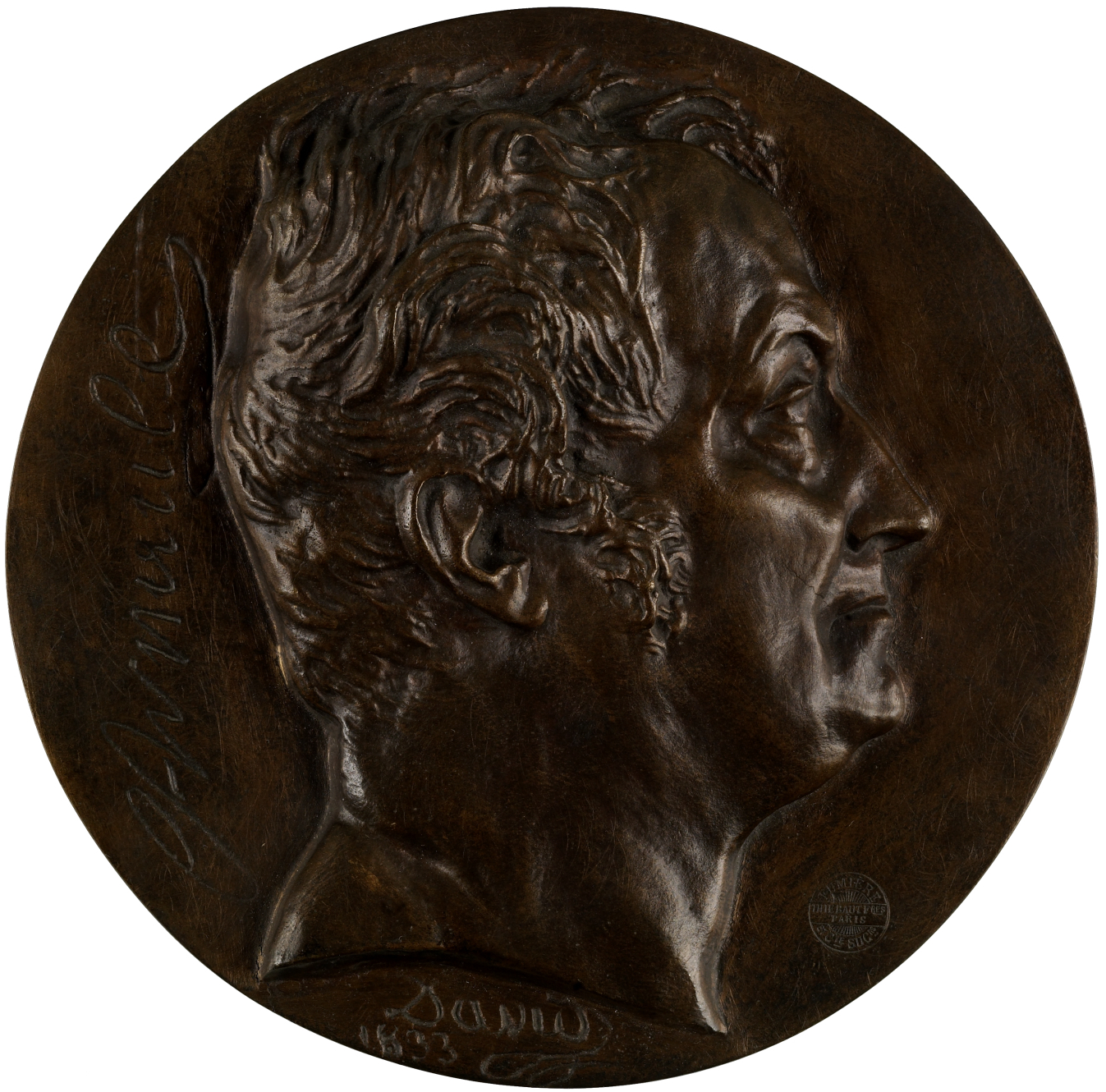
Médaillon d'Antoine-Vincent Arnault par Pierre-Jean David d'Angers (1833).

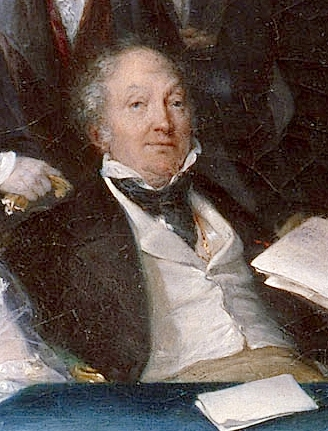
Arnault représenté sur le tableau Andrieux faisant une lecture dans le foyer à la Comédie Française en 1828, François-Joseph Heim, 1847.

### Théâtre
- Les Frayeurs d'Arlequin, comédie en un acte (1787)
- Robinson Cruzoe dans son île, comédie en un acte (1787)
- Marius à Minturnes, tragédie en 3 actes, Paris, Théâtre-Français, 19 mai 1791
- Lucrèce, tragédie en 5 actes, en vers, Paris, Comédiens français ordinaires du roi, 4 mai 1792, lire en ligne sur Gallica
- Mélidore et Phrosine, drame lyrique en 3 actes, Paris, théâtre lyrique de la rue Favart, 17 germinal an II (1793)
- Quintius Cincinnatus, tragédie en 3 actes, Paris, théâtre de la République, 11 nivôse an III (1794), lire en ligne sur Gallica
- Horatius Coclès, acte lyrique, Paris, théâtre national de l'Opéra, Ier décadi 30 pluviôse l'an deuxième (1794), lire en ligne sur Gallica
- Oscar, fils d'Ossian, tragédie en 5 actes, Paris, théâtre de la République, 14 prairial an IV (1795), lire en ligne sur Gallica
- Blanche et Montcassin, ou les Vénitiens, tragédie en 5 actes, Paris, Théâtre-Français, 25 vendémiaire an VII (1798), lire en ligne sur Gallica
- Don Pèdre ou le Roi et le Laboureur, tragédie en cinq actes, en vers, Paris, Théâtre-Français, 1802
- Scipion consul, drame héroïque en un acte et en vers (1804)
- Cadet-Roussel esturgeon, folie-parade en 2 actes, mêlée de vaudevilles, avec Marc-Antoine-Madeleine Désaugiers (1813)
- La Rançon de Duguesclin, ou les Mœurs du XIVe siècle (1814)
- Germanicus, tragédie en 5 actes et en vers, Paris, Comédiens français ordinaires du roi, 22 mars 1817
- Œuvres complètes. Théâtre (4 volumes, 1817-19)
- Guillaume de Nassau, tragédie en 5 actes (1825)
- Le Proscrit, ou les Guelfes et les Gibelins, tragédie en 5 actes et en vers, dédiée au souffleur de la Comédie-Française, Paris, Théâtre-Français, 9 juillet 1827

### Divers
- Fables (1802)
- Œuvres complètes de Jacques Delille (5 volumes, 1817-19)
- Biographie nouvelle des contemporains ou Dictionnaire historique et raisonné de tous les hommes qui, depuis la Révolution française, ont acquis de la célébrité par leurs actions, leurs écrits, leurs erreurs ou leurs crimes, soit en France, soit dans les pays étrangers ; précédée d'un tableau par ordre chronologique des époques célèbres et des évènements remarquables, tant en France qu'à l'étranger, depuis 1787 jusqu'à ce jour, et d'une table alphabétique des assemblées législatives, à partir de l'assemblée constituante jusqu'aux dernières chambres des pairs et des députés (20 volumes en collaboration, 1820-25)
- Vie politique et militaire de Napoléon (2 volumes, 1822-26)
- Œuvres (8 volumes, 1824-27)
- Œuvres. Philosophie (3 volumes, 1827)
- Les Souvenirs et les regrets du vieil amateur dramatique, ou Lettres d'un oncle à son neveu sur l'ancien Théâtre français (1829), lire en ligne sur Gallica
- Souvenirs d'un sexagénaire (1833). Réédition : Champion, Paris, 2003.
- Fables nouvelles (1834), lire en ligne sur Gallica

## Armoiries
| Armoiries | Blasonnement |
| --------- | --- |
|           | Armes du Chevalier Antoine-Vincent Arnault et de l'Empire D'or, à la gerbe de blé de sinople, au comble d'azur chargé de deux étoiles en fasce d'argent; chevron de gueules du tiers de l'écu, chargé du signe des chevaliers légionnaires, brochant sur le tout. |

## Pour approfondir